# Boundstone
Boundstone – wieś w Anglii, w hrabstwie Surrey. Leży 60 km na południowy zachód od centrum Londynu.